# 三好功郎
三好 功郎（みよし いさお、1960年2月16日 -  ）は、日本のギタリスト。大分県出身。愛称は「サンキチさん」

## 略歴
大分県別府市出身。高校在学時にギターを初め、宮崎大学工学部入学後、ジャズに興味を持つ。
1983年上京し、同年新宿ピット・インに自己のバンド「3吉バンド」でデビュー。その後、本田竹曠（P）、ポール･ジャクソン（B）、梅津和時（As）、櫻井哲夫（B）、国府弘子（P）等々、ジャズやフュージョンなどの様々なミュージシャンのライブにギタリストとして参加する。
1992年から、村上“ポンタ”秀一（Dr）、坂井紅介（B）と「3吉・ポンタUNIT」を結成。1995年7月、3吉・ポンタUNITによる初リーダーアルバム『サンキチズム』を録音。
同レーベルからは、その後も96年「パイナップルアイランド」、98年「ユアスマイル」と立て続けにリーダー作をリリース。ニューヨーク録音となった3作目の「ユアスマイル」では、念願であったハーモニカの巨匠、トゥーツ・シールマンスとの共演も果たす。
1999年からは辛島美登里（Vo）のツアーにギタリストとして参加、その他JUJUや楠瀬誠志郎、ジョニー吉長などの録音やライブにも参加し、ジャズ、フュージョン以外の音楽を演奏。
2002年からは矢沢永吉のツアーに、ギタリスト兼バンドマスターとして長年参加。以後、現在に至るまで、断続的に彼との共演は続いている。その一方で2005年からは森山良子のツアー、レコーディングにもギタリスト兼バンドマスターとして参加。その活動は10年に渡った。
国内での活動のかたわら、2000年、米ワシントンD.C.ケネディセンターで行われた「JAZZ GUITAR SUMMIT CONCERT」に日本から唯一人参加、また、01年には自身のバンドを率いてのドイツ、フランス公演、さらに、タイ、ミョンマー、ラオス、フィリピン、インドネシア、インド、ベトナム、韓国等をツアーするなど、海外公演も多い。
その間も自身の活動は積極的に行っており、主なリーダーアルバムとして「サプライズ！」（仙波清彦per 小野塚晃pf バカボン鈴木b 鶴谷智生ds）、「マイホリデイ」（納浩一b）、「ファーストタッチ」（小野塚晃pf）「ユニットアジア　デビュー」（コー・ミスター・サックスマンsax テイ・チャー・シャンpf 則竹裕之ds 一本茂樹b）「スマイル フォー ユー」（〃）、DVD「三好“3吉”功郎×納浩一×則竹裕之×秋田慎治LIVE！」などをリリース。
ギタリストとしてもこれまでに多数のアルバムに参加している。近年は自身の音楽活動に加え、黒木美紀のファーストアルバム「リーフ・オブ・グラス」をプロデュースする等、プロデューサーとしても活動を始める。
毎年4月に渋谷Jz bratで行われる湯川れい子プロデュースのコンサートの音楽監督もつとめ、これまでに前川清、小林幸子、長山洋子など演歌界のトップシンガー達のサウンドプロデュースを務めている。
2013年からは元SMAP稲垣吾郎の舞台「恋と音楽Ⅱ」「恋と音楽Ⅲ」「君の輝く夜に」「恋のすべて」にギタリストとして参加。
2020年には自身の還暦を記念した全曲オリジナル作品「my little songbook」、2022年にはキング・インターナショナル より、師・中牟礼貞則gtとのデュオアルバム「三好“3吉”功郎 meets 中牟礼貞則」、2023年には日本を代表するストリングスデュオ、金原千恵子vl 、笠原あやのcelloとのアコースティックアルバム「Love Song 」を発表する。
2024年には初のソロギターによるフルオリジナルアルバム「my little songbook 2」をリリースした。

## ディスコグラフィ

### リーダーアルバム
- サンキチズム - 1995年12月6日
- パイナップル・アイランド - 1997年2月21日
- ユア・スマイル - 1998年8月21日
- my little songbook - 2020年3月17日
- my little songbook2 - 2024年9月22日

### ・ユニット

#### SURPRISE!
SURPRISE! - 2003年2月19日

#### UNIT ASIA
UNIT ASIA" DEBUT! - 2009年2月17日
　SMILE FOR YOU - 2010年10月18日

### ・デュオ

#### (with小野塚晃)
ファースト・タッチ - 2005年11月9日

#### (with納浩一)
マイ・ホリディ - 2010年2月11日

#### (with中牟礼貞則)
三好”3吉”功郎 meets 中牟礼貞則 Guitar Duo 〜 Live at World Jazz Museum 21 - 2022年11月21日

### ・トリオ

#### （with金原千恵子・笠原あやの）
Love Song- 2023年10月29日